# فاطمة بدار
فاطمة بدار كانت مناضلة استقلالية جزائرية، ولدت في 5 أغسطس 1946 في تيشي (ولاية بجاية حاليًا). التحقت رفقة عائلتها بفرنسا القارية سنة 1951، عندما كان والدها حسين بدار يعمل بشركة غاز بفرنسا في فرنسا، في سان دوني في مقاطعة سين سان دوني.
التحقت في فرنسا بالمدرسة، ودرست بالمعهد التجاري والصناعي للإناث، الواقع بشارع الجزارين بباريس. كانت ترافق والدها في بعض الأحيان لحضور اجتماعات جبهة التحرير الوطني، التي كانت تجري بسرية تامة في باريس.
في صبيحة يوم 17 أكتوبر 1961، أرادت فاطمة الذهاب إلى المظاهرة في مساء نفس اليوم، رغم معارضة والديها «كنا سبعة إخوة وأخوات، وكان على والدي الذهاب إلى هذه المظاهرة السلمية»، لكنها أصرّت وذهبت بمفردها، وفي مساء يوم السابع عشر لم تعد إلى البيت، ورغم البحث عنها في الأماكن المختلفة التي ترتادها فاطمة مع أبناء العم، لكن دون جدوى.
لم يذهب والد فاطمة إلى مركز الشرطة، وظل ينتظر عودتها حتى الصباح الباكر من اليوم الموالي، ثمّ قدم بلاغًا عن اختفائها لشرطة سانت دوني.
في صبيحة 31 أكتوبر 1961، عُثر على جثة فاطمة بدار في قناة سان دوني، وتعد أصغر ضحية معروفة لمجزرة باريس 1961، حيث استشهدت وعمرها 15 سنة.